# Анния
А́нния (лат. Annia; II—I века до н. э.) — древнеримская матрона, жена Луция Корнелия Цинны.

## Биография
О происхождении Аннии ничего не известно. Первым браком она была замужем за патрицием Луцием Корнелием Цинной. После его гибели в 84 году до н. э. стала женой плебея Марка Пупия Пизона. По требованию Суллы, чьим заклятым врагом был Цинна, Пизон вынужден был дать Аннии развод. О её дальнейшей судьбе источники не сообщают.

## Потомки
Вероятно, Анния была матерью трёх детей Цинны: сына Луция и двух дочерей, одна из которых стала женой Гнея Домиция Агенобарба, а другая — первой женой Гая Юлия Цезаря и матерью его единственной дочери, жены Гнея Помпея Великого. Возможно, Марк Кальпурний Пизон Фруги — сын Аннии от второго брака.